# 田邉欧
田邉 欧（たなべ うた、1960年 - ）は、日本の北欧文学者。専門は近現代北欧文学。大阪大学大学院人文学研究科教授。

## 人物・経歴
兵庫県生まれ。1978年神戸女学院大学文学部英語学科卒業。1988年大阪外国語大学外国語学部卒業。1991年コペンハーゲン大学大学院北欧語研究科第一課程修了。
1992年大阪外国語大学外国語学部に着任。2007年大阪大学世界言語研究センター准教授。2011年大阪大学世界言語研究センター教授。
2012年大阪大学大学院言語文化研究科教授。2022年大阪大学大学院人文学研究科教授。神戸女学院評議員等も務めた。専門は近・現代北欧文学。

## 著作
- 『児童文学の源泉としてのアニミズム』（谷悦子, 鵜野祐介共著、梅花学園生涯学習センター） 2008年
- 『待ちのぞむ魂 : スーデルグランの詩と生涯』（春秋社） 2012年
- 『デンマーク語で四季を読む : デンマーク文化を学ぶための中・上級テキスト集』（大辺理恵共編著、溪水社） 2014年

## 翻訳
- 『冬生まれの子ども : 産婦人科病棟0号室』（ディア・トリア・メアク、ビネバル出版） 1993年
- 『泣いてもいい? : mortalを考える』（グレン・リングトゥヴィズ、今人舎） 2005年

## 監修
- 『デンマーク・スウェーデン・ノルウェー』（偕成社） 2001年